# Алчевск
Алчевск е град в Луганска област, Източна Украйна. Телефонният код му е +380 6442, а пощенският – 94200.
Населението му е 116 000 жители (2006 г.), а площта – 55 кв. км. Намира се на около 45 км от град Луганск, областния център.
Основан е през 1895 г. Старите имена на града са Ворошиловск (1931 и 1961) и Комунарск – до 1991 г.
Градът има футболен клуб.